# Padajaya (Jampang Kulon)
Padajaya is een bestuurslaag in het regentschap Sukabumi van de provincie West-Java, Indonesië. Padajaya telt 3454 inwoners (volkstelling 2010).